# یاکوویه (آلکسیناتس)
یاکوویه (به صربی: Jakovlje) یک منطقهٔ مسکونی در صربستان است که در الکسیناتس واقع شده‌است. یاکوویه ۳۵۲ نفر جمعیت دارد.